# Ray (álbum)
Ray (estilizado como ray) é o sétimo álbum de estúdio da banda japonesa L'Arc~en~Ciel, lançado em 1 de julho de 1999, simultaneamente com Ark. Os singles "Honey", "Kasou" e "Shinshoku ~Lose Control~" foram lançados ao mesmo tempo, em 8 de julho de 1998. Já "Snow Drop" foi lançado em 7 de outubro do ano seguinte. Foi masterizado por Ted Jensen e mixado, em sua maioria, por Yasuyuki Moriyama. "Ibara no Namida" foi usada como música tema do programa de televisão japonês Aoi Tori Shindorōmu.
"Snow Drop" foi apresentado por Boyz II Men e "Honey" por Eric Martin para o álbum de tributo a banda L'Arc~en~Ciel Tribute.

## Recepção
Atingiu a 2.ª posição no Oricon Albums Chart, ficando atrás apenas de Ark; vendendo mais de duas milhões de cópias, sendo certificado pela RIAJ.

## Faixas
| N.º            | Título                                             | Música         | Duração |  |
| 1.             | "Shi no Hai (死の灰)"                              | tetsu          | 4:08    |  |
| 2.             | "It's the End"                                     | ken            | 3:25    |  |
| 3.             | "Honey"                                            | hyde           | 3:48    |  |
| 4.             | "Sell My Soul"                                     | hyde           | 4:39    |  |
| 5.             | "Snow Drop (Ray Mix)"                              | tetsu          | 4:33    |  |
| 6.             | "L'heure"                                          | yukihiro       | 4:04    |  |
| 7.             | "Kasou (花葬)"                                     | ken            | 5:12    |  |
| 8.             | "Shinshoku ~Lose Control~ (浸食 ～lose control～)" | ken            | 4:45    |  |
| 9.             | "Trick"                                            | yukihiro       | 3:47    |  |
| 10.            | "Ibara no Namida (いばらの涙)"                     | hyde           | 5:22    |  |
| 11.            | "The Silver Shining"                               | ken            | 5:40    |  |
| Duração total: | Duração total:                                     | Duração total: | 49:29   |  |

## Créditos
- Hyde – vocal
- Ken – guitarra, cromarpa na faixa 1, teclados nas faixas 2, 7, 8 e 11, pandeireta nas faixas 3, 5 e 11
- Tetsu – baixo, backing vocals
- Yukihiro – bateria, pandeireta e chocalho na faixa 2, guitarra e teclados na faixa 9
- Hajime Okano – teclados nas faixas 1, 2, 4, 5, 7, 8, 10, 11[3]
- Hitoshi Saitou – teclados nas faixas 1, 2, 4, 5, 6, 7, 8, 10, 11[3]
- Shinri Sasaki – piano na faixa 4
- Sylvie – fills na faixa 6